# Uramya penai
Uramya penai là một loài ruồi trong họ Tachinidae.